# PCSK9
La proprotéine convertase subtilisine/kexine de type 9 (PCSK9) est une enzyme, codée par le gène du même nom, situé sur le chromosome 1 humain, qui participe au métabolisme du cholestérol.

## Historique
La protéine a été identifiée en 2003, et a d’abord été nommée « neural apoptosis-regulated convertase 1 » (NARC-1). La première mutation de son gène a été identifiée en 2003, chez des patients porteurs d'une hypercholestérolémie familiale, et son rôle dans cette affection a été confirmé sur un modèle animal en 2004.

## Structure
Il s'agit d'une protéine de 692 acides aminés, d'un poids de 73 kDa.

## Rôle
PCSK9 est le neuvième membre de la classe des proprotéine convertases, dont le rôle est de cliver les précurseurs de différentes protéines. Dans le foie, elle se fixe aux récepteurs du LDL-cholestérol et induit leur dégradation. Ce phénomène ralentit le captage et la dégradation du LDL-cholestérol, augmentant ainsi les taux sanguins.
Elle est également exprimée dans les entérocytes, où elle augmente l’absorption des triglycérides, et dans les cellules musculaires lisses des vaisseaux sanguins.
Elle faciliterait de plus l'apoptose, et contribuerait au syndrome inflammatoire, en particulier au niveau de l'athérome, participant ainsi à sa genèse, et à la réponse en cas de choc septique.
Elle se fixe sur récepteur CD36 des plaquettes permettant l'activation de ses dernières et favorisant l'agrégation plaquettaire.

## Régulation
Le SREBP2 (sterol regulatory element-binding protein-2) stimule en même temps l'expression du gène du récepteur du LDL-cholestérol et celui du PCSK9. Il est lui-même stimulé par la baisse de la concentration intracellulaire de cholestérol.
L'administration d'atorvastatine et de rosuvastatine, deux statines, augmente le taux sérique de PCSK9, peut-être par le biais d'une diminution du cholestérol intracellulaire et de l'activation du SREBP2.

## En médecine
Certaines mutations du gène peuvent entraîner une hypercholestérolémie ; d'autres sont responsables d'une hypocholestérolémie. La mutation la plus courante entraîne une diminution modérée du taux de LDL-cholestérol mais une réduction de près de moitié du risque cardiovasculaire.
Le taux sanguin de PCSK9 serait corrélé avec le risque vasculaire.

## Cible thérapeutique
L'alirocumab est un anticorps monoclonal dirigé contre le PCSK9. Il s'administre en injection sous-cutanée toutes les deux semaines. En association avec une statine, il diminue jusqu'à 60 % le taux de LDL ainsi que celui des triglycérides,.  L'évolocumab est un autre anticorps monoclonal dirigé contre PCSK9 et obtient des résultats comparables.
L'évolocumab est associé à une réduction du risque cardio-vasculaire. Le bococizumab est un autre anticorps monoclonal à l'étude.
Une autre technique, en cours d'investigation, consiste en l'emploi d'un petit ARN interférent, l'inclisiran permettant une durée d'action beaucoup plus prolongée (au moins six mois).